# Stencyl
Stencyl — кроссплатформенный конструктор игр. Среда разработки Stencyl работает в интеграции с онлайновым магазином компонентов игр StencylForge и сайтом Stencyl.com, на котором расположены учебные материалы, форумы пользователей конструктора и опубликованные ими игры. Позволяет создавать игры для платформ iOS, Android, настольных компьютеров под управлением Windows, Linux и macOS, а также игр в формате HTML 5.